# Новая Шарповка
Новая Шарповка (укр. Нова Шарпівка) — село,
Яцынский сельский совет,
Путивльский район,
Сумская область,
Украина.
Код КОАТУУ — 5923888403. Население по переписи 2001 года составляло 70 человек.

## Географическое положение
Село Новая Шарповка находится в 3-х км от левого берега реки Клевень.
На расстоянии в 1 км расположено село Ивановское.
Рядом проходит автомобильная дорога Т-1911.